# نرایر سارگسیان (ژیمناست)
نورایر سارگسیان (به ارمنی: Նորայր Սարգսյան) (زادهٔ ۲۵ سپتامبر ۱۹۷۴) ژیمناست اهل ارمنستان است. وی در بازی‌های المپیک تابستانی ۱۹۹۶ آتلانتا در تمامی اسباب رشته ژیمناست به رقابت پرداخت